# Radzima.com
Radzima.com – drugi studyjny album białoruskiego zespołu rockowego Zet, zapisany i wydany w 2006 roku. Wersje demo wszystkich utworów zostały nagrane już w 2003 roku, a trzy z nich weszły w skład reedycji albumu Z Nowym hodam! wydanej w 2004 roku.

## Lista utworów
| Nr  | Tytuł utworu               | Oryginalna pisownia tytułu | Długość |
| --- | -------------------------- | -------------------------- | ------- |
| 1.  | „1, 2, 3”                  |                            | 3:18    |
| 2.  | „Twaja Ajczyna”            | «Твая Айчына»              | 3:03    |
| 3.  | „Abjawy”                   | «Аб'явы»                   | 3:59    |
| 4.  | „Czornaje sonca”           | «Чорнае сонца»             | 3:02    |
| 5.  | „Krumkaczy”                | «Крумкачы»                 | 2:34    |
| 6.  | „Mużczyna”                 | «Мужчына»                  | 3:22    |
| 7.  | „Dziarżteleradyjo”         | «Дзяржтэлерадыё»           | 4:28    |
| 8.  | „Dżała”                    | «Джала»                    | 3:33    |
| 9.  | „Zautra”                   | «Заўтра»                   | 1:56    |
| 10. | „Świetły szlach”           | «Сьветлы шлях»             | 2:03    |
| 11. | „I Love You”               |                            | 1:40    |
| 12. | „The Best”                 |                            | 2:37    |
| 13. | „Love Story – Don't Worry” |                            | 3:11    |
| 14. | „O Yeah! O Yo!”            |                            | 1:57    |
| 15. | „Hieadezija-kartahrafija”  | «Геадезія-картаграфія»     | 2:00    |
| 16. | „Źmiaja unutry ciabie”     | «Зьмяя ўнутры цябе»        | 5:06    |
| 17. | „Anioł”                    | «Анёл»                     | 3:38    |
|     |                            |                            | 51:27   |

## Twórcy
- Lawon Wolski (Kanzler) – wokal, gitara
- Alaksandr Bykau (Porter) – perkusja
- Uład Pluszczau (Akrabat) – gitara basowa
- Siarhiej Kananowicz (Strong) – gitara